# Гілл (Нью-Гемпшир)
Гілл (англ. Hill) — місто (англ. town) в США, в окрузі Меррімак штату Нью-Гемпшир. Населення — 1017 осіб (2020).

## Демографія
Згідно з переписом 2010 року, у місті мешкало 1089 осіб у 413 домогосподарствах у складі 302 родин. Було 512 помешкання
Расовий склад населення:
| - 97,6 % — білих - 0,4 % — чорних або афроамериканців - 0,1 % — корінних американців - 0,1 % — азіатів |

До двох чи більше рас належало 1,7 %. Частка іспаномовних становила 0,7 % від усіх жителів.
За віковим діапазоном населення розподілялося таким чином: 23,0 % — особи молодші 18 років, 66,7 % — особи у віці 18—64 років, 10,3 % — особи у віці 65 років та старші. Медіана віку мешканця становила 43,6 року. На 100 осіб жіночої статі у місті припадало 101,7 чоловіків;  на 100 жінок у віці від 18 років та старших — 98,6 чоловіків також старших 18 років.
Середній дохід на одне домашнє господарство  становив 78 754 долари США (медіана — 73 971), а середній дохід на одну сім'ю — 84 624 долари (медіана — 78 281). Медіана доходів становила 47 375 доларів для чоловіків та 37 339 доларів для жінок. За межею бідності перебувало 6,8 % осіб, у тому числі 10,6 % дітей у віці до 18 років та 1,3 % осіб у віці 65 років та старших.
Цивільне працевлаштоване населення становило 542 особи. Основні галузі зайнятості: освіта, охорона здоров'я та соціальна допомога — 23,6 %, виробництво — 18,1 %, роздрібна торгівля — 15,9 %.